# Ulica Stanisława Kobylińskiego w Katowicach

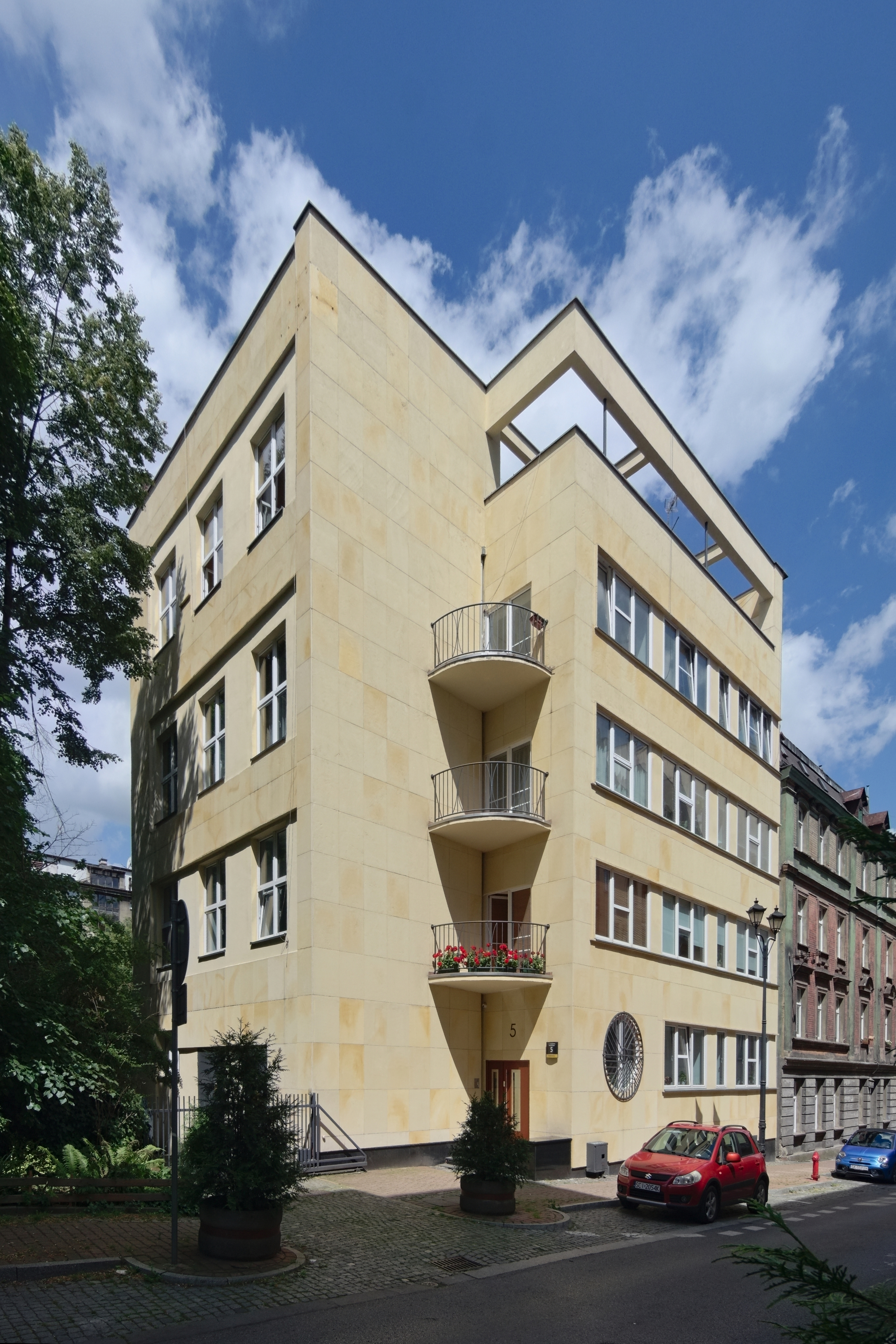
Budynek mieszkalny z 1935 − pozostałość dawnego Muzeum Śląskiego (2024)

Ulica Stanisława Kobylińskiego w Katowicach (do 1922 i w latach 1939−1945 Börsenstraße, w latach 1922−1939 ul. Krótka) − jedna z uliczek w katowickiej dzielnicy Śródmieście. Ulica rozpoczyna swój bieg od skrzyżowania z ulicą Wojewódzką. Następnie biegnie około stu metrów do skrzyżowania z ulicą Henryka Dąbrowskiego, gdzie kończy swój bieg.

## Opis
Przy ulicy Stanisława Kobylińskiego znajdują się następujące historyczne obiekty:
- dom mieszkalny profesorów Śląskich Technicznych Zakładów Naukowych przy ul. Wojewódzkiej 23/ul. St. Kobylińskiego 2[7], projektu architekta Eustachego Chmielewskiego[8], wybudowany w latach 1929−1931; od 8 września 1936 do 1939 w budynku swoje biuro miała Giełda Zbożowa i Towarowa[9]; wartość budynku na dzień 1 września 1939 wynosiła 2 000 000 złotych[10];
- kamienica mieszkalna (ul. St. Kobylińskiego 3)[7];
- budynek szkoły (ul. St. Kobylińskiego 4), wzniesiony w latach trzydziestych XX wieku w stylu funkcjonalizmu[7]; obecnie siedziba Zespołu Szkół Katolickich nr 1 im. bł. księdza Emila Szramka;
- zabytkowy budynek − pozostałość skrzydła mieszkalnego dawnego Muzeum Śląskiego (ul. St. Kobylińskiego 5); został wpisany do rejestru zabytków 7 lipca 1983 (nr rej.: A/1306/83[11]); wybudowano go w 1935 w stylu funkcjonalizmu według projektu Karola Schayera[12].

Swoją siedzibę przy ulicy Stanisława Kobylińskiego mają: Zespół Szkół Katolickich nr 1 im. bł. księdza Emila Szramka (szkoła podstawowa i liceum; na fasadzie budynku szkoły znajduje się popiersie bł. ks. E. Szramka), Fundacja na rzecz Szkół Katolickich im. Karola Wojtyły, firmy handlowo-usługowe, wspólnoty mieszkaniowe.
W 2008 przebudowano ulicę na całej długości oraz zmodernizowano oświetlenie uliczne.